# Saint-Martin-aux-Buneaux
Saint-Martin-aux-Buneaux é uma comuna francesa na região administrativa da Normandia, no departamento de Sena Marítimo. Estende-se por uma área de 8,19 km². Em 2010 a comuna tinha 667 habitantes (densidade: 81,4 hab./km²).